# Alta Algóvia
A Alta Algóvia (em alemão:  Oberallgäu) é um distrito da Alemanha, na região administrativa da Suábia, estado da Baviera.

## Cidades e municípios
| Cidades                    | Municípios (livres) | |
| 1. Immenstadt 2. Sonthofen | 1. Altusried 2. Bad Hindelang 3. Balderschwang 4. Betzigau 5. Blaichach 6. Bolsterlang 7. Buchenberg 8. Burgberg im Allgäu 9. Dietmannsried 10. Durach 11. Fischen 12. Haldenwang 13. Lauben | 1. Missen-Wilhams 2. Obermaiselstein 3. Oberstaufen 4. Oberstdorf 5. Ofterschwang 6. Oy-Mittelberg 7. Rettenberg 8. Sulzberg 9. Waltenhofen 10. Weitnau 11. Wertach 12. Wiggensbach 13. Wildpoldsried |

Verwaltungsgemeinschaften e seus municípios membros:
| 1. Hörnergruppe 1. Balderschwang 2. Bolsterlang 3. Fischen im Allgäu 4. Obermaiselstein 5. Ofterschwang | 2. Weitnau 1. Weitnau 2. Missen-Wilhams |

área não-incorporada (Gemeindefreien Gebiet)
1. Kempter Wald (12,03 km²)